# L'Immortalité devançant le Temps
Pour les articles homonymes, voir Immortel.
L'Immortalité devançant le Temps est une sculpture allégorique de style Baroque en cuivre vert-de-gris de 1900, du sculpteur Georges Récipon (1860-1920), des toits du Grand Palais côté avenue des Champs-Élysées, du 8e arrondissement de Paris. Elle représente de façon allégorique « l'Immortalité », ainsi que les vertus de la République française avec l'autre sculpture du même artiste L’Harmonie triomphant de la Discorde, du côté Seine. 

## Historique
Pour l’Exposition universelle de 1900 de Paris (exposition internationale du génie technique Humain, et de la fraternité entre les peuples) des débuts de la République française (avec la IIIe République française fondée en 1871) l'État français du président de la république Émile Loubet (1838-1929) fait édifier entre autres l'ensemble monumental éclectique des Grand Palais, Petit Palais, et Pont Alexandre-III... 

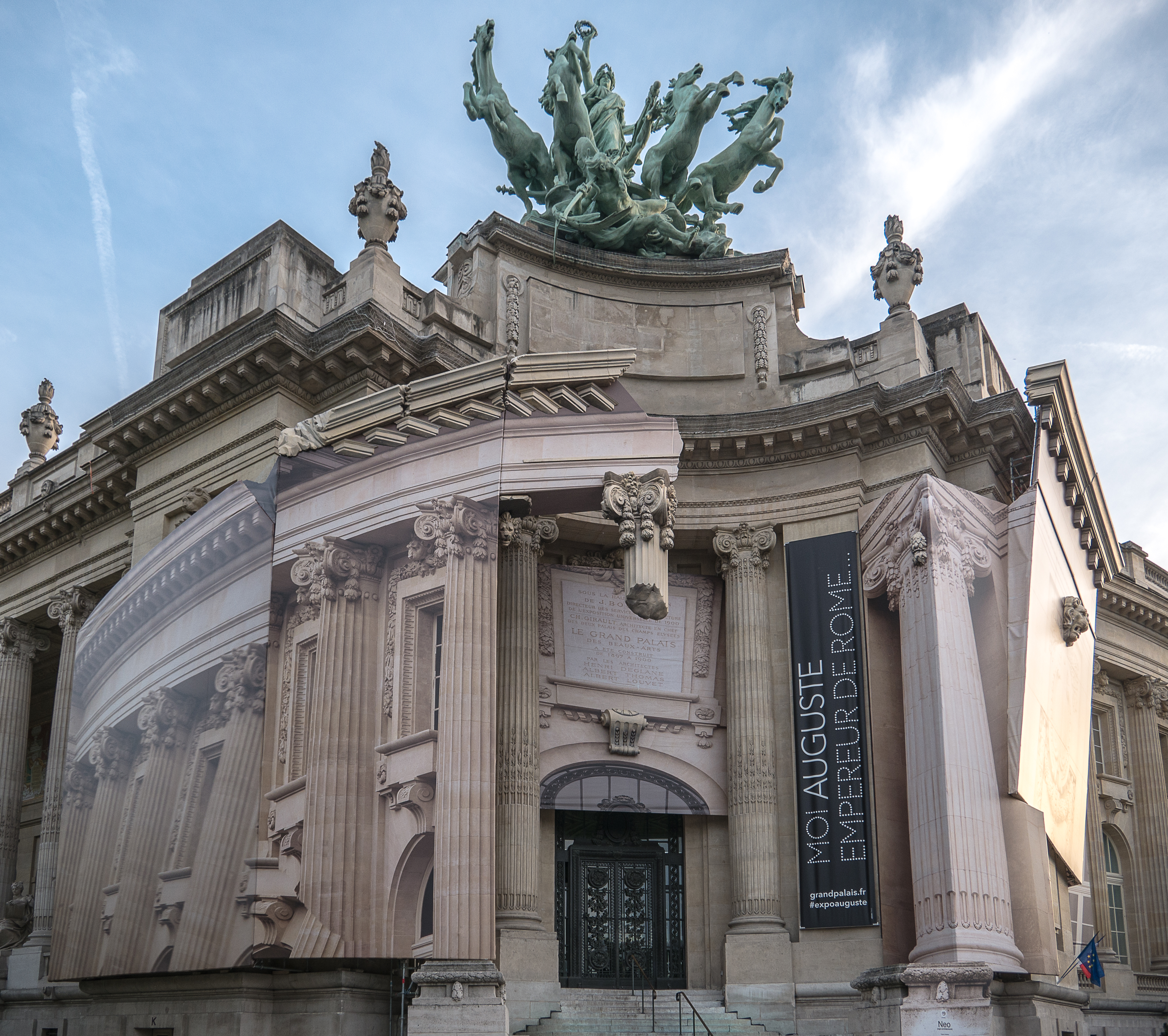
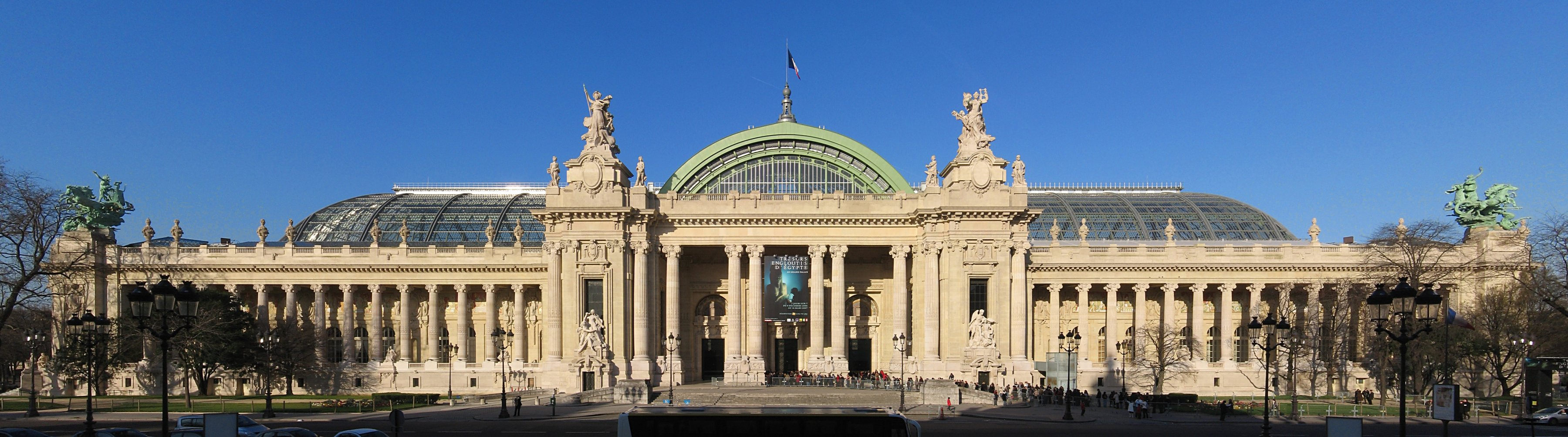
Grand Palais vu depuis le Petit Palais
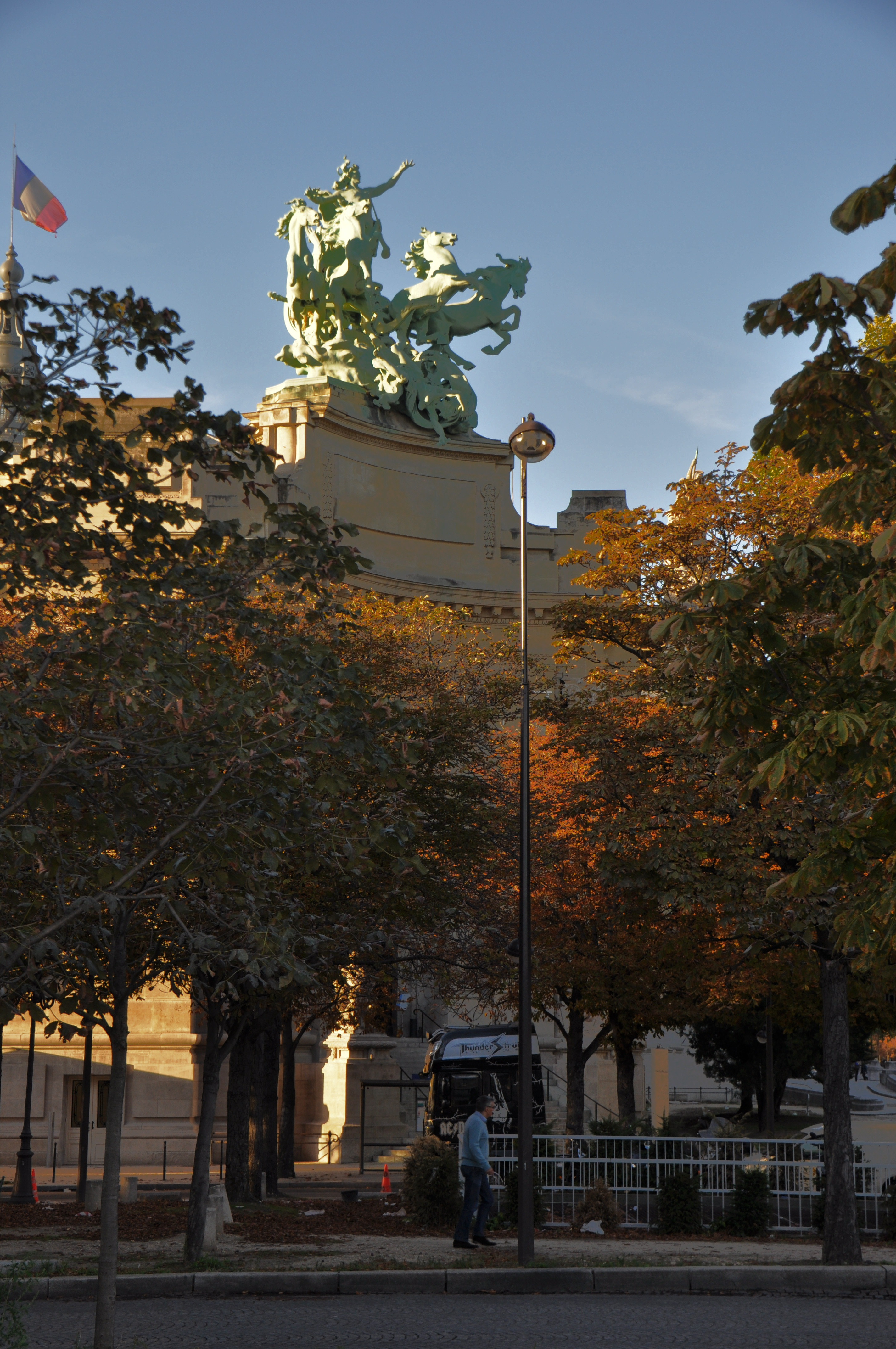

Les deux rotondes des extrémités de la façade principale de Grand Palais sont surmontées par deux sculptures allégoriques spectaculaires, qui représentent deux quadriges de la mythologie gréco-romaine de style baroque (chars de l'antiquité gréco-romaine) attelés de quatre chevaux cabrés au galop, conduit par des auriges. 

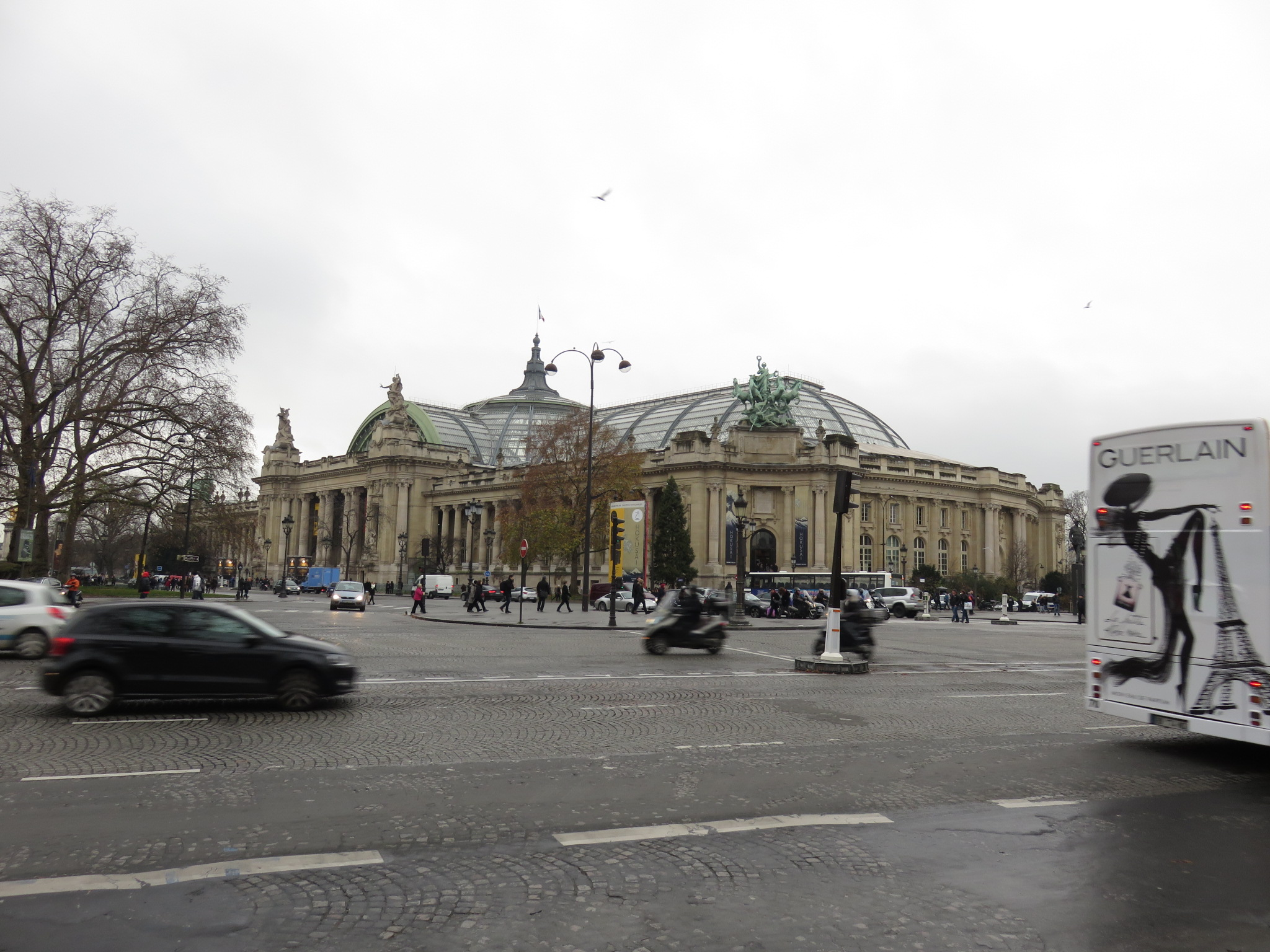
Vue depuis l'avenue des Champs-Élysées
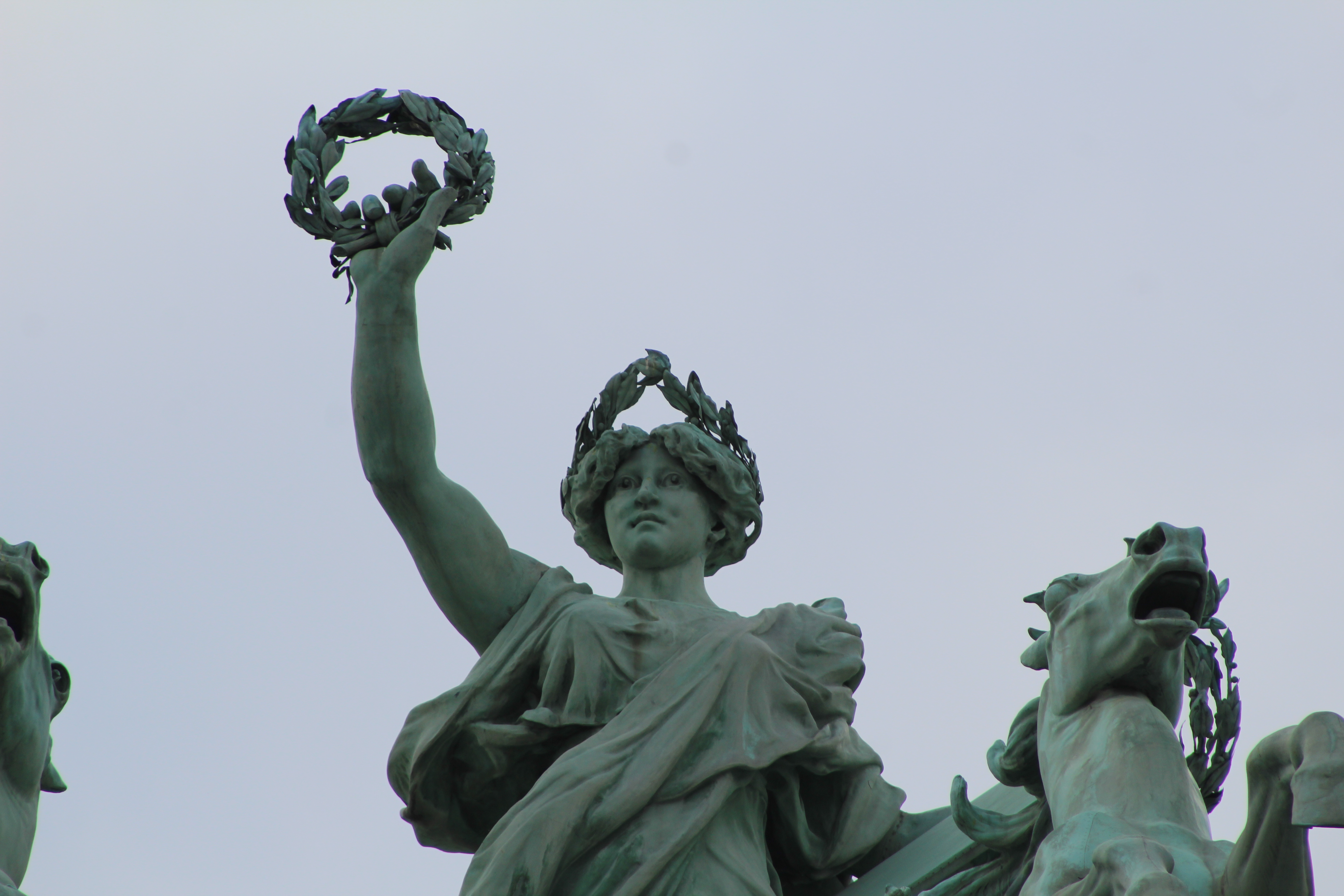
« La Renommée »
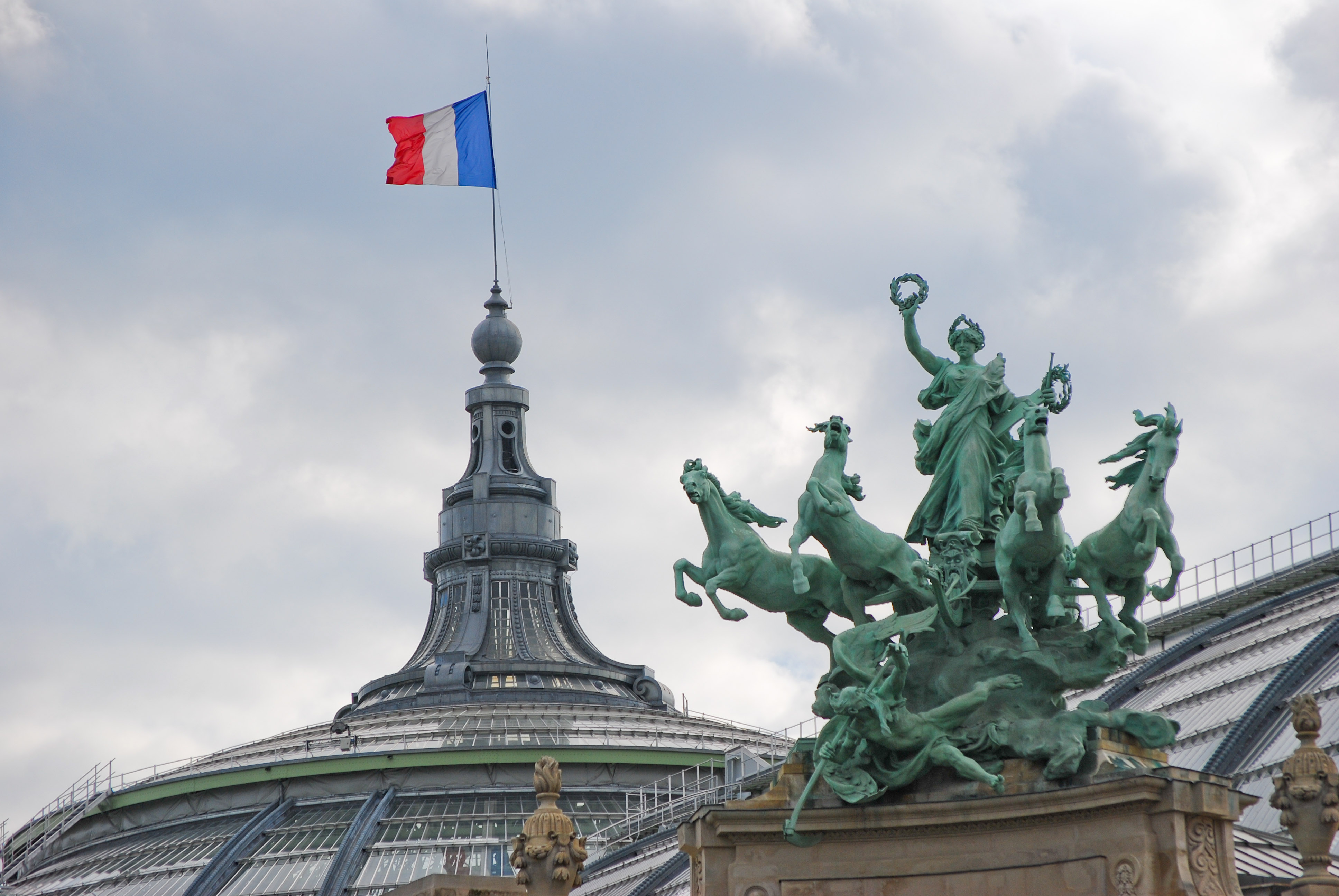

## L'Immortalité devançant le Temps
Le quadrige est mené triomphalement par « la Renommée » (divinité grecque allégorique, aurige couronnée de lauriers, messagère des dieux avec Hermès) mené au grand galop vers l'avenue des Champs-Élysées / Champs Élysées (mythologie). Elle porte des couronnes triomphales de lauriers pour les Héros inscrits sur sa tablette, proclamés par son buccin. L'Immortalité est symbolisée par la Gloire (synonyme de Renommée) et la reconnaissance publique éternelle qui triomphent du Temps et de la Mort représentés par le dieu du Temps et de la Destinée Chronos, précipité dans le vide par les chevaux cabrés au grand galop.

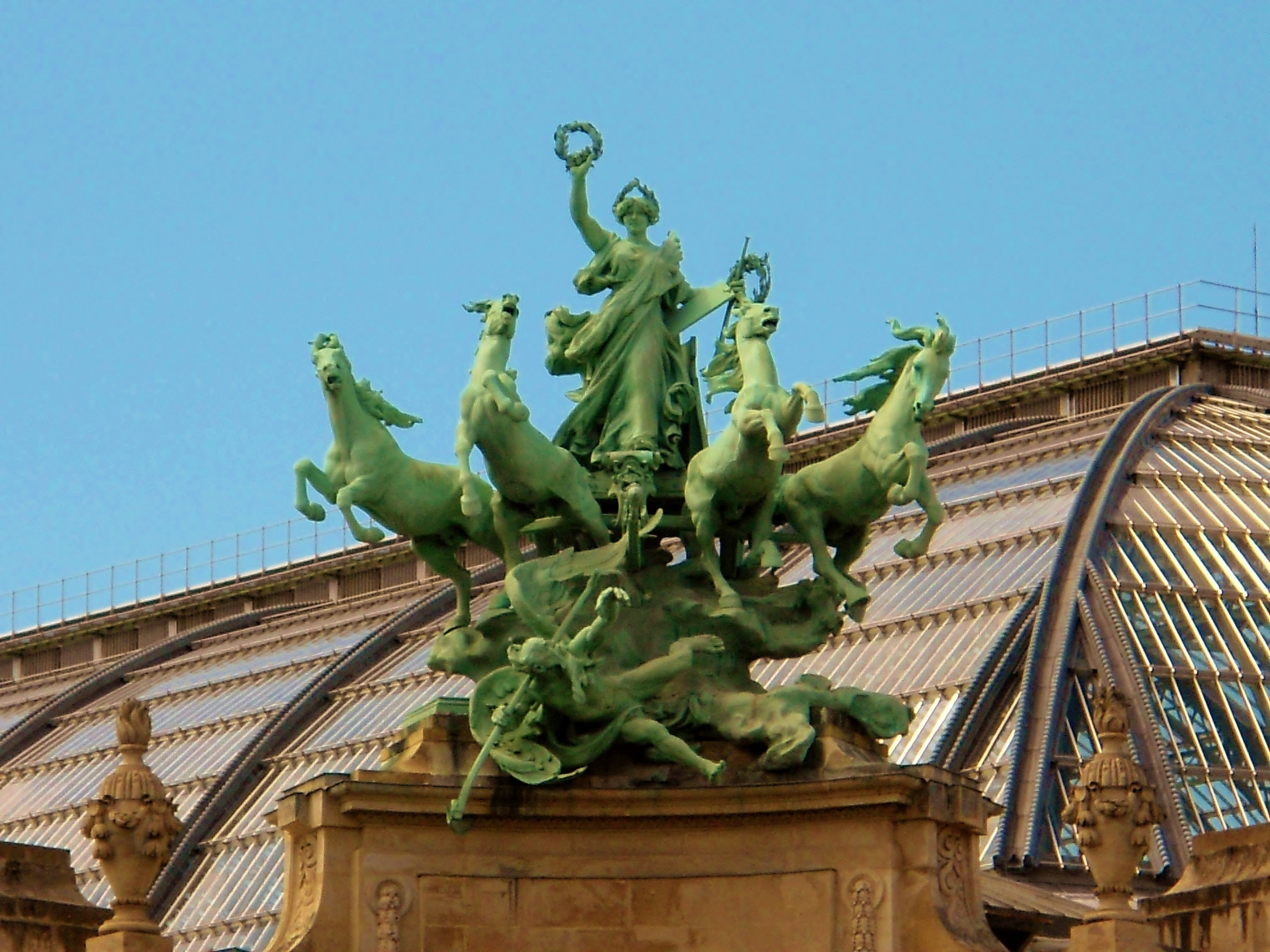
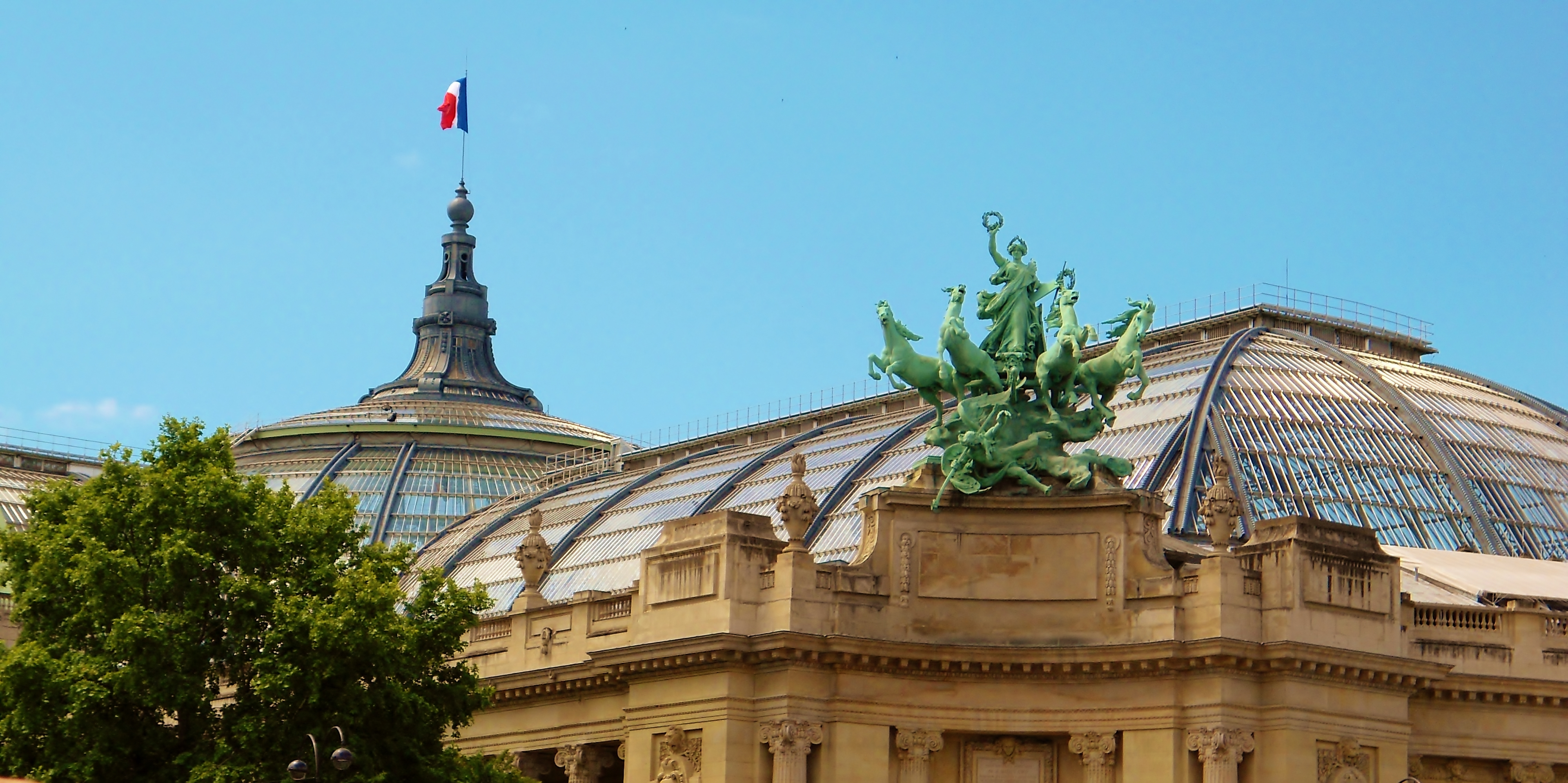
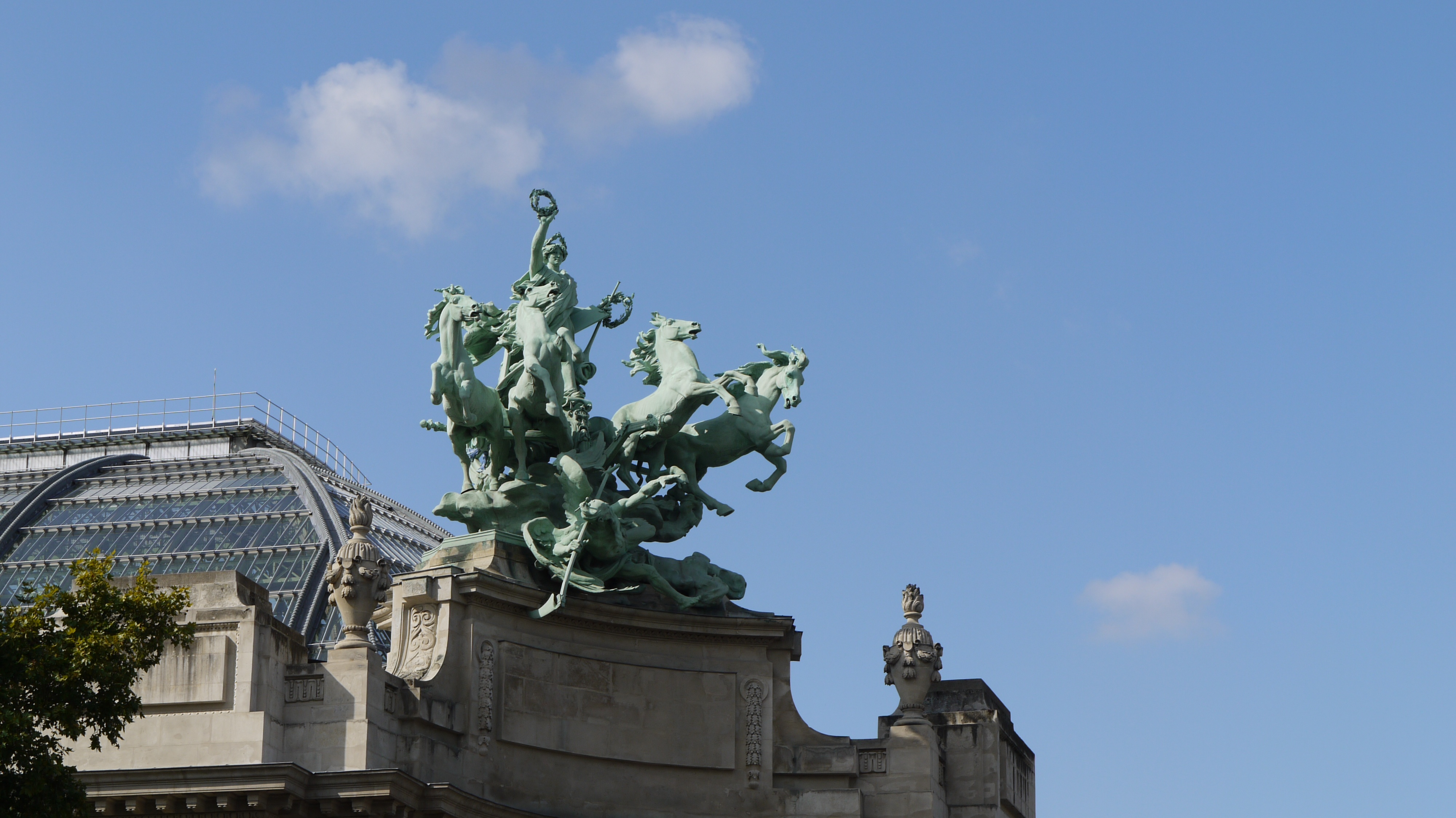
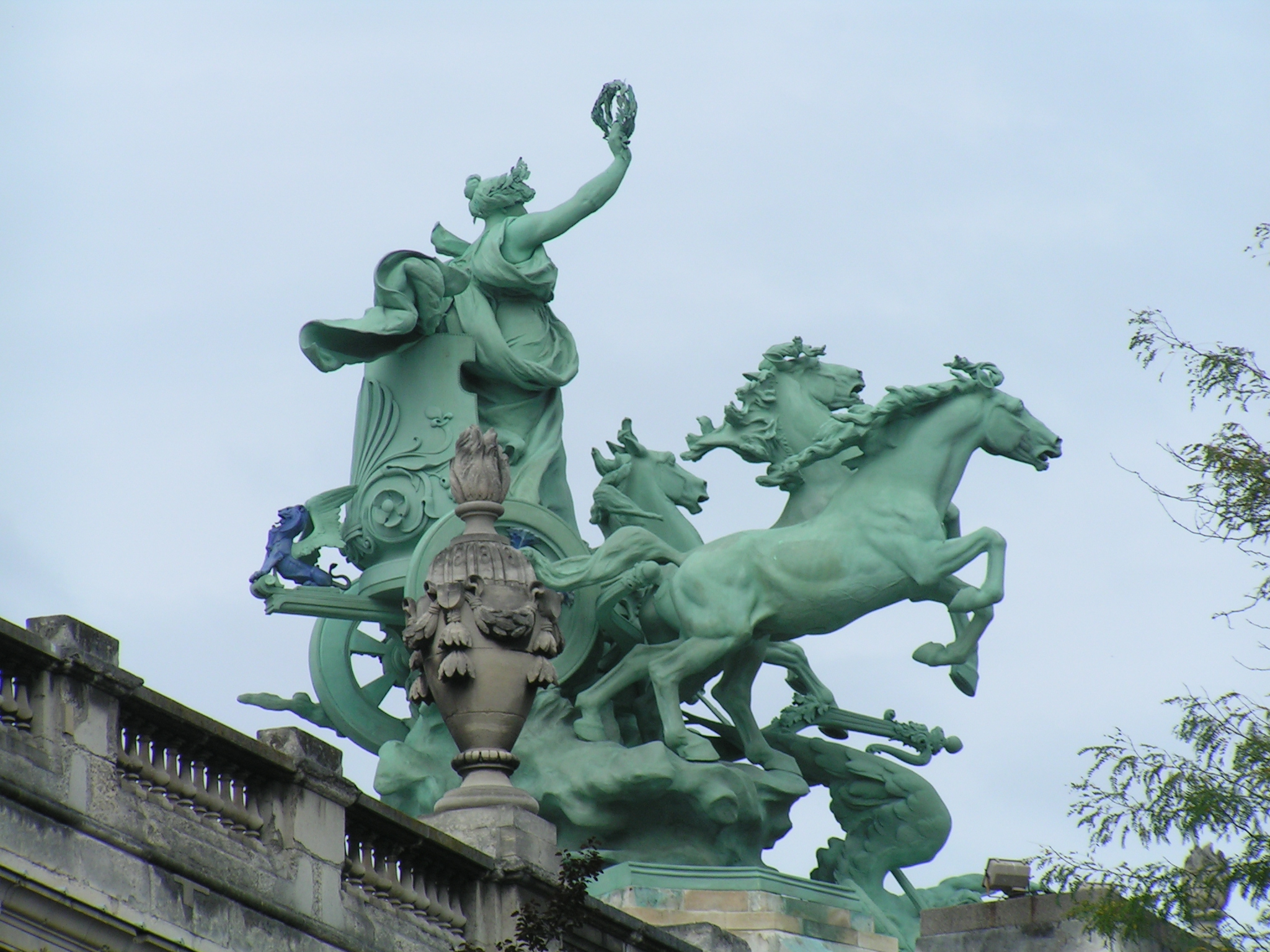

## L’Harmonie triomphant de la Discorde
« L’Harmonie triomphant de la Discorde » est représentée de façon allégorique, du côté du Pont Alexandre-III de la Seine, par un quadrige mené par Apollon (l'Harmonie, dieu du Soleil et protecteur des Arts de la Mythologie gréco-romaine) qui renverse la Discorde représentée par la déesse Éris. 

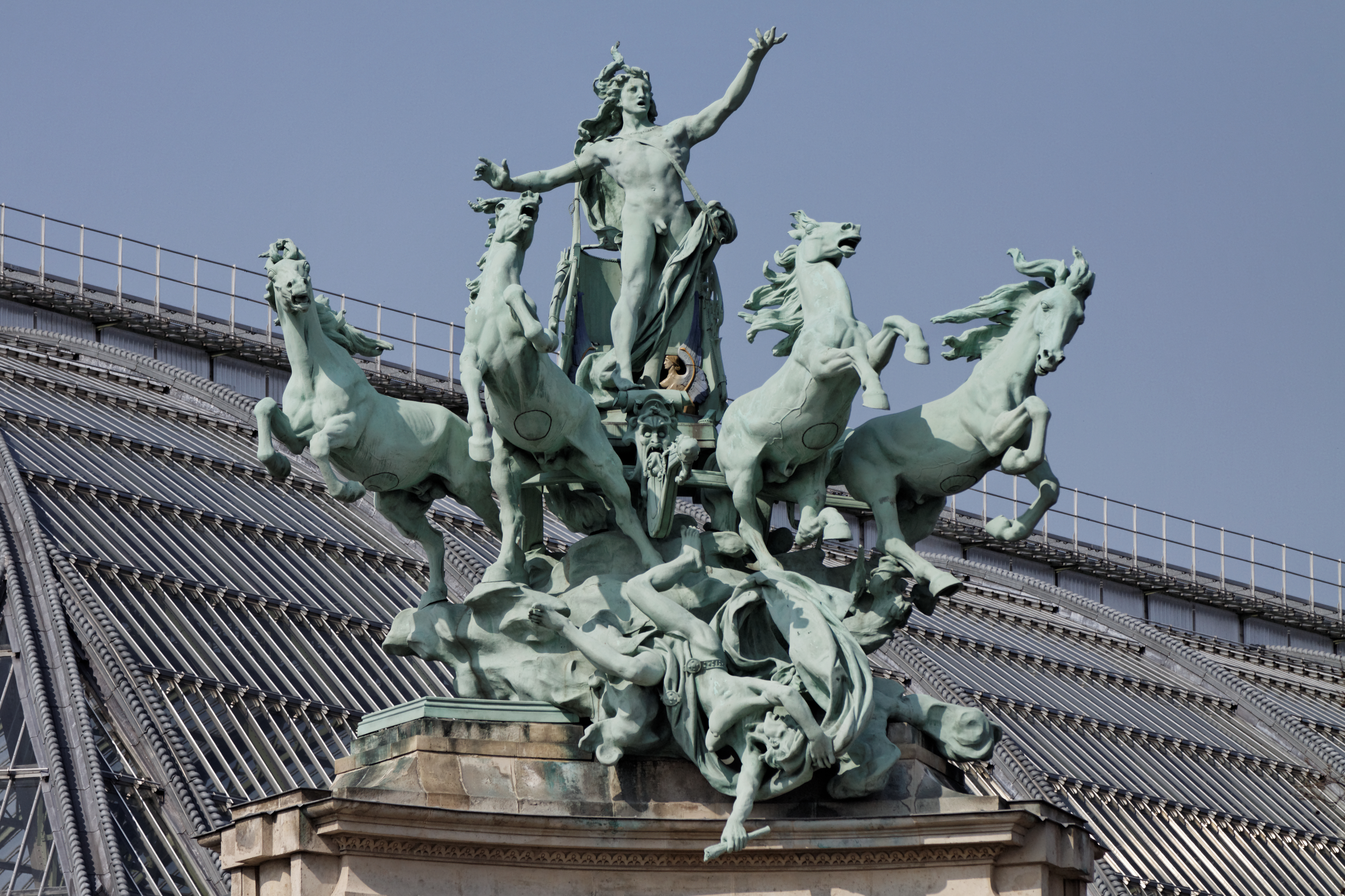
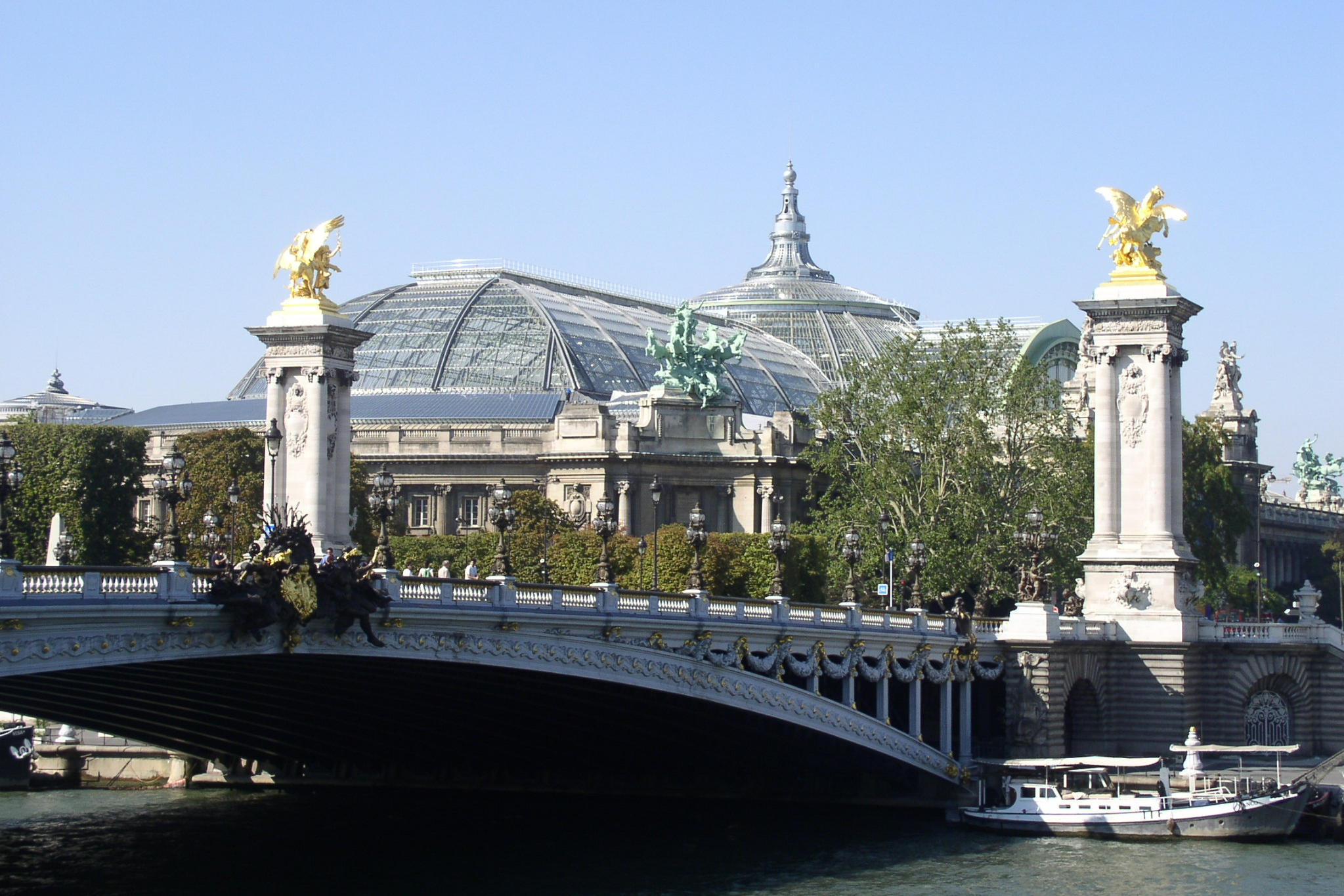
Vue depuis le pont Alexandre-III et la Seine
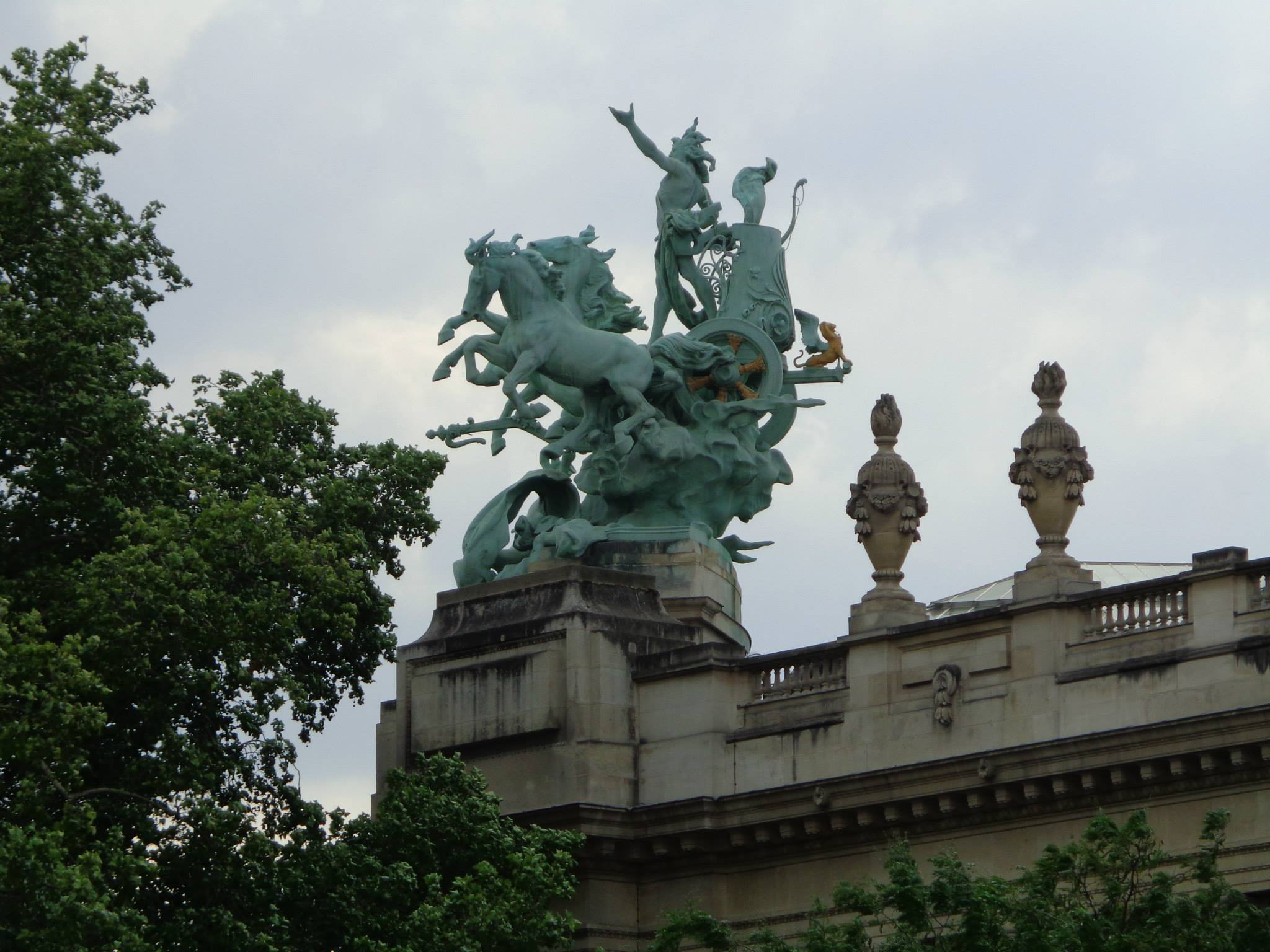
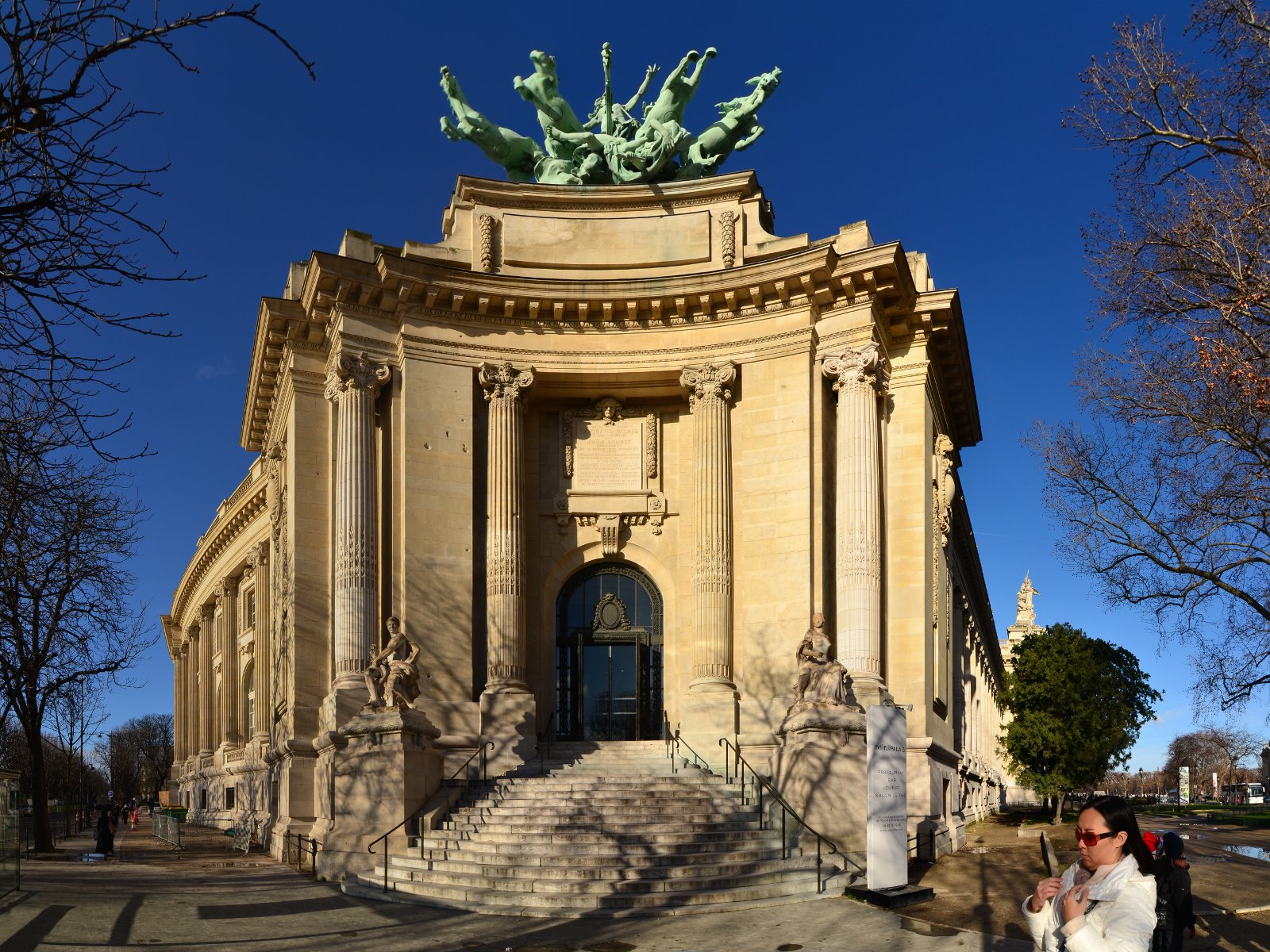

## Technique
Prouesse architecturale des arts et techniques de l’époque, les deux groupes de chevaux qui s’élancent au-dessus du vide, pèsent 12 tonnes chacun, d'armature métallique, habillés de feuilles de cuivre repoussé, patinées, et devenues vert-de-gris par oxydation avec le temps, et ornés d’éléments de céramique (rayons des roues des chars, et Griffons (mythologie) à l’arrière). Ils sont inspirés entre autres :
- des quatre statues de chevaux d'Emmanuel Frémiet du pont Alexandre-III voisin
- du Char du Soleil de Jean-Baptiste Tuby, du bassin d'Apollon du parc du Château de Versailles
- du quadrige de François-Joseph Bosio de l'Arc de triomphe du Carrousel du Musée du Louvre de 1828 (copie des Chevaux de Saint-Marc de la Basilique Saint-Marc de Venise)

L'ensemble est entièrement restauré entre 2001 et 2004 en même temps que le Grand Palais.